# ویوک شارما

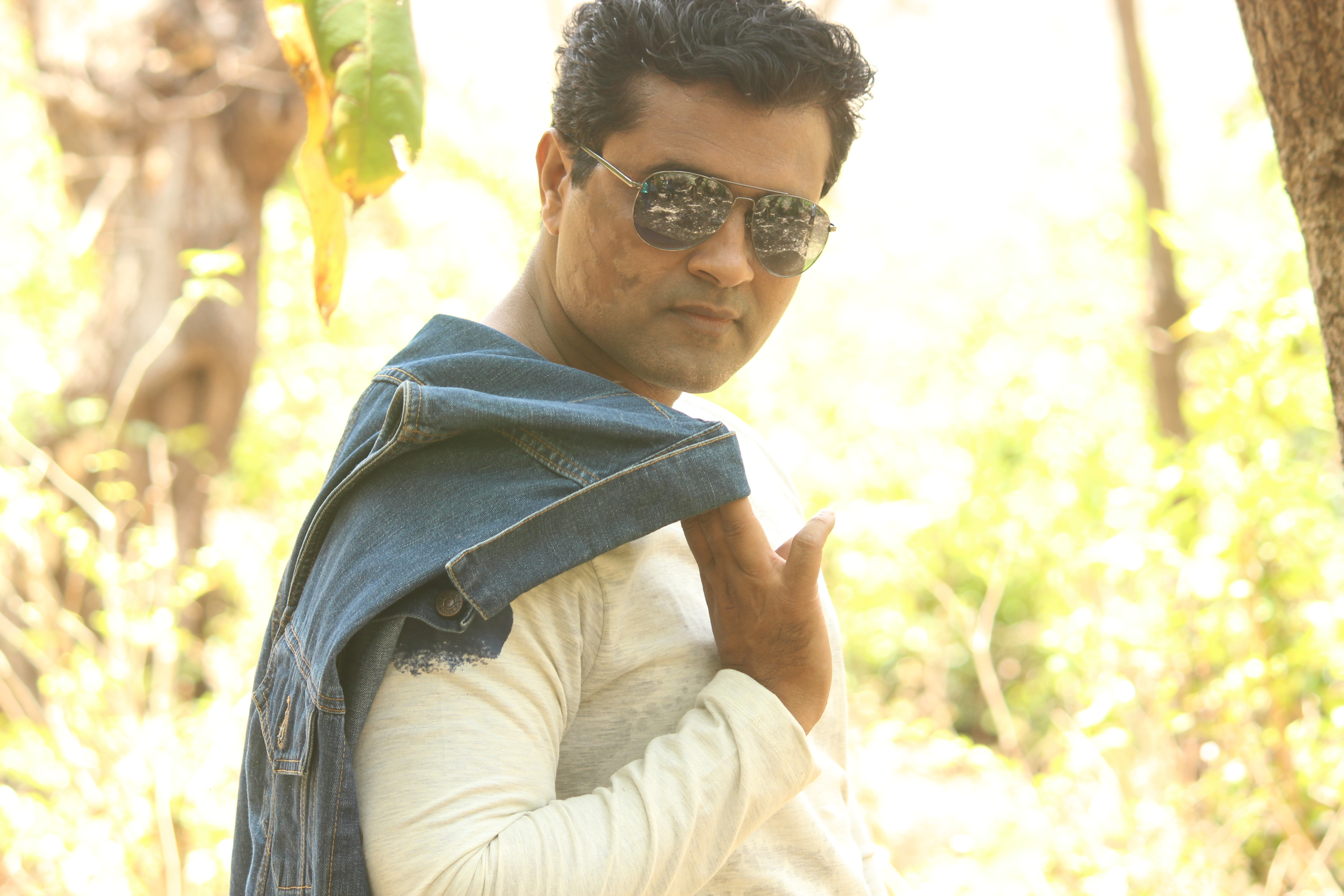
ویوک شارما

ویوک شارما (انگلیسی: Vivek Sharma؛ زادهٔ ۲۷ اوت ۱۹۶۹) کارگردان فیلم و فیلم‌نامه‌نویس اهل هند است.

## فیلم‌شناسی

### کارگردان
- فرمانروای ارواح (۲۰۰۸)
- کی میدونه فردا چی میشه؟ (۲۰۰۹)